# Draconarius rufulus
Draconarius rufulus là một loài nhện trong họ Amaurobiidae.
Loài này thuộc chi Draconarius. Draconarius rufulus được miêu tả năm 1990 bởi Jia-Fu Wang et al..